# Simurgh
Un simurgh o simorg és un monstre de la mitologia persa que barreja el cos d'un paó, d'un lleó i d'un griu. Té una mida enorme, capaç de portar volant animals poderosos com l'elefant i s'associa a la bondat i la feminitat, ja que purifica les aigües i les terres on es posa al llarg de la seva extensa vida. La criatura va passar al folklore caucàsic, on es va accentuar el seu rol d'unió entre el cel i la terra i va adquirir trets propis del fènix.